# Луцик, Антон Васильевич
Анто́н Васи́льевич Луци́к (укр. Антон Васильович Луцик; 25 марта 1987, Ивано-Франковск, СССР) — украинский футболист, полузащитник.

## Биография
В ДЮФЛ выступал за ВПУ-21 (Ивано-Франковск). В 2005 году попал в во львовские «Карпаты». В начале выступал за «Карпаты-2» во Второй лиге Украины. В основе «Карпат» в чемпионате Украины дебютировал 22 сентября 2007 года в выездном матче против полтавской «Ворсклы» (0:0), Луцик вышел на 86-й минуте вместо Игоря Худобяка. В декабре 2008 года был выставлен на трансфер.
После ухода из львовских «Карпат» Антон год провёл в профессиональных командах «Прикарпатье» и ФК «Львов». Затем вернулся на малую родину, где выступал за команды чемпионата области. Позже перебрался в Польшу.